# Bloomington (Idaho)
Bloomington város az USA Idaho államában. Lakosainak száma 199 fő (2020. április 1.).

## Népesség
A település népességének változása:

| 2010 | 206 |
| 2020 | 199 |